# Dymchatka
Dymchatka en ruso: Дымчатка es una variedad cultivar de ciruelo (Prunus domestica), de las denominadas ciruelas europeas,
una variedad de ciruela obtenida en la "Estación Experimental de Jardinería de Saratov". Las frutas tienen un tamaño mediano a grande, forma ovalado, uniforme, color de la cubierta rojo vino oscuro, con una capa cerosa media violácea, y pulpa de color amarilla uniforme, de consistencia tierna, fundente y seca, sabor agridulce, con notas especiadas.

## Sinonimia
- "Дымчатка",
- "Слива Дымчаткa",
- "Sliva Dymchatka".[5][4]

## Historia
'Dymchatka' es una variedad de ciruela que se obtuvo por el obtentor G.I. Dymnova en la « Саратовская опытная станция садоводства » ("Estación Experimental de Jardinería de Saratov") mediante el cruce de las variedades 'Renclode kolkhozny' (dentro del grupo de las Reinas Claudias) como "Parental Madre" x el polen de la variedad '2-2-3 (TsGL)' como "Parental Padre".
'Dymchatka' fué incluida en el "Registro Estatal de Rusia para la región del Bajo Volga" en 2002.

## Características
'Dymchatka' es un árbol que crece rápidamente; la copa es piramidal, elevada y de densidad media; la corteza del tronco es gris; la superficie de la corteza del tronco y las ramas principales es lisa y no presenta lenticelas; los brotes son gruesos y rectos; las yemas son dobles y simples, con la parte superior afilada; el limbo se curva hacia arriba; el ápice es gradualmente puntiagudo y la base es puntiaguda; la pubescencia está ausente; el dentado es crenado; el pecíolo es mediano y grueso; las glándulas son medianas, blancas y redondeadas; no hay estípulas; las flores son blancas, dobles y simples, grandes; las yemas son blancas y no presentan ondulaciones; el pistilo es corto.
'Dymchatka' tiene frutos de tamaño mediano a grande siendo su peso promedio de unos 33 gr (máximo 48 gr), la base del fruto presenta una depresión, de forma ovalado, uniforme; sutura ventral es pequeña y prominente; la piel es de grosor mediano y tierna; longitud del pedúnculo mediano delgado, la unión del pedúnculo al fruto es inestable; la fruta tiene color rojo vino oscuro, con una capa cerosa media violácea; la pulpa es amarilla uniforme, de consistencia tierna, fundente y seca, sabor agridulce, con notas especiadas. Composición química de la piel y la pulpa: contenido de monosacáridos: 8,8 %, sacarosa: 3,8 %, relación azúcar acidez: 4,6 %, catequinas libres: 44 mg/100 g, antocianinas: 82 mg/100 g, pectina: 8,5 %.
Hueso ligeramente adherido, es mediano y ancho, con la parte superior biselada y la base puntiaguda; la sutura está ausente.
Su tiempo de recogida de cosecha se inicia en su maduración de la segunda decena de agosto a la primera de septiembre.

## Evaluación para su cultivo
Fases fenológicas: fin de la brotación (17-19 de junio); fin de la vegetación (25 de octubre); resistencia al calor: media. 
Evaluación económica y de selección de la variedad (propósito de selección) para resistencia invernal en climas nórdicos, floración tardía, rendimiento y autofertilidad, frutos grandes y sabor de los frutos.